# Сан-Жорді-Дасбальш
Сан-Жорді-Дасбальш — село в Іспанії, у складі автономної спільноти Каталонія, у провінції Жирона. Муніципалітет займає площу 11,63 км2, а населення в 2014 році становило 708 осіб.